# Pussy (песня Игги Азалии)
«Pussy» (стилизовано как Pu$$y, с англ. — «Киска») — песня австралийской хип-хоп-исполнительницы и автора песен Игги Азалии, выпущенная 31 августа 2011 года и вошедшая в её дебютный микстейп Ignorant Art (2011). Премьера видеоклипа состоялась в августе 2011 года на YouTube, где он стал вирусным и помог Азалии добиться известности. Игги регулярно исполняла этот трек с момента его выпуска на своих живых выступлениях, в том числе во время концертного тура The New Classic Tour (2014).

## Видеоклип
Видеоклип на песню был снят в Лос-Анджелесе, Калифорния, в нём Азалия и её друзья многозначительно облизывают мороженое, а само действие происходит на крыльце дома в жаркую погоду. Видео вызывало споры из-за присутствия в нём юного мальчика, катающегося на игрушечной лошадке, в то время как Игги читает откровенные тексты о сексе. После релиза исполнительница объяснила, что этот мальчик — сын её подруги, снимающейся в видео. В тот день она не смогла найти ему няню и взяла его с собой на съёмочную площадку. Позже Игги сказала, что чувствовала себя виноватой из-за этого: «Я не планировала включать в видео детей. Это произошло само по себе. Вы же знаете как это бывает, дети непоседливы и не понимают, что происходит вокруг них. Он просто прыгал и веселился, а мы это засняли. Позже я подумала, что кадры с ним выглядят круто и решила оставить их».
В интервью 2013 года Игги сказала, что видео было вдохновлено американским фильмом 1995 года «Пятница»: «Этот фильм вдохновил меня на создание видеоклипа „Pu$$y“. Грузовик с мороженым, хлопья и всё такое… Просто нахождение на крыльце и тот факт, что фильм снимался на соседней улице… Я хотела сделать с этим видео что-нибудь интересное и одновременно простое».

## Восприятие
Песня получила преимущественно положительные отзывы от музыкальных критиков и слушателей. Мэтт Джост из RapReviews.com сказал, что «хотя в этом видеоклипе есть много чего анализировать, песня „Pu$$y“ представляет собой настоящий рэп, от интро с Грейс Джонс из фильма „Бумеранг“ до мисс Азалии, говорящей о своих интимных частях тела». Издание HipHopDX отметило, что «названия песни и её едкого содержания достаточно, чтобы заинтересовать публику. По мере раскрытия трека, Игги поднимает градус грубой мощи, поданной с „Мне плевать“ настроением».